# Synektika
Synektika je technika řešení problémů, která spočívá v propojování různých a zdánlivě nesouvisejících prvků za účelem hledání kreativních řešení problémů. Tato technika se tedy zakládá zejména na analogiích a analogickém uvažování, které zdůrazňují neobvyklé aspekty problému a nabízí alternativní způsoby uvažování. Tvůrci této techniky jsou George M. Prince a William J. J. Gordon.

## Popis techniky
Výraz synektika vychází ze dvou řeckých slov, která označují spojování odlišných a zdánlivě irelevantních prvků. Principem synektiky je totiž získat pomocí čtyř typů analogií odlišný a nový náhled na problém, který by měl pomoci s objevením kreativního řešení problému. Řešitel se tedy skrze tuto techniku snaží pohlížet na tytéž staré věci novým způsobem. Jinými slovy jde v rámci synektiky o to zaujmout takový přístup, který činí z cizího známé a ze známého cizí. Oproti jiným technikám na podporu kreativního myšlení tak klade synektika důraz na iracionální a nevědomé procesy.[zdroj?]
Synektika se zakládá na třech předpokladech:
1. kreativní proces je možné studovat a popsat, což umožňuje vytvářet nástroje na podporu kreativity;
2. psychologické procesy umožňující vynalézavost jsou v rámci umění a vědy v podstatě totožné;
3. proces individuální tvorby je analogický ke skupinové tvorbě.[3]

Doporučeným postupem pro využití synektiky je sestavení skupiny pěti až šesti osob z různých zázemí, přičemž je také žádoucí, aby byly i osobnosti účastníků různorodé. Skupina pak za pomocí čtyř typů analogií diskutuje o stanoveném problému. Celá diskuze je nahrávána a následně analyzována. Cílem je zjistit, jak vznikly některé z vymyšlených konceptů a jakým způsobem byly dále rozvíjeny. Podstatným aspektem synektiky je navíc snaha implementovat navržená řešení sestrojením modelů anebo prototypů, což umožňuje posoudit, zda je dané řešení opravdu vhodné.
Synektiku je možné aplikovat také v kontextu vzdělávání. Využívání analogií umožňuje studentům zasadit probírané koncepty do jejich každodenního života, což vede ke snížení abstraktnosti konceptů a tedy k lepšímu porozumění problematice. Využívání modelu založeného na analogickém uvažování také podporuje schopnosti metakognice a kreativního myšlení.

## Čtyři primární mechanismy
V rámci synektického přístupu se pracuje se čtyřmi typy analogií, tedy čtyřmi mechanismy přetváření známého na neznámé, jimiž jsou osobní analogie, přímé analogie, symbolické analogie a fantazijní analogie.

### Osobní analogie
Mechanismus osobních analogií od řešitele vyžaduje vcítění se do prvku, který hraje roli v problému. Jinými slovy osobní analogie označují identifikaci se složkami problému – tento mechanismus se tak podobá empatii. Řešitel pomocí této analogie dodá prvku lidské charakteristiky, což mu umožní podívat se na problém z jiné perspektivy.[zdroj?]
Příklady:
- Při řešení problému sucha by se řešitel mohl zamýšlet nad tím, jak se cítí plodiny na poli, které nemají dostatek vláhy.
- Během vytváření hudebního alba by se řešitel mohl pokusit vcítit se do jednotlivých hudebních skladeb.

### Přímá analogie
Přímé analogie jsou založeny na přímém srovnání paralelních faktů, znalostí anebo technologií. Dochází tak k přenášení problematiky do jiné domény, přičemž bývají v tomto kontextu mnohdy využívány struktury, které lze najít v přírodě.
Příklady:
- Konstrukce telefonu sestrojeného Alexandrem Bellem je založená na pozorování způsobu, jímž pracuje lidské ucho.[2]
- Při snaze učinit letadlo efektivnější by se řešitel mohl zabývat letem ptactva.

### Symbolická analogie
Mechanismus symbolických analogií spočívá ve využití objektivních a neosobních obrazů k popsání problému. Nejde přitom o to, aby byl výsledek realistický anebo proveditelný, ale měl by být esteticky uspokojivý.
Příklady:
- Při designování systému heveru se řešitelé mohli inspirovat indickým trikem s lanem, kdy je v jednu chvíli lano ohebné a později pevné jako tyč, po kterém může asistent vyšplhat.[1]
- Během uvažování o mechanismu létání balónu lze uvažovat nad podobnosti s bublinou.

### Fantazijní analogie
Fantazijní analogie pobízí k úvahám, jak by mohlo vypadat řešení problému, kdyby bylo nemožné najednou možným. Jde tedy o to najít takové řešení, které by bylo uskutečnitelné jen v nejdivočejší fantazii a poté možná řešení převést do praktičtějších měřítek.
Příklady:
- Při sestavování mechanismu zavírání skafandru by bylo fantazijní analogií jeho uzavření pomocí myšlenky.[1]
- V rámci inovace vozidla by se dalo uvažovat, jak přivést v realitu vozy používané ve sci-fi filmech.